# Ardhanáríšvara

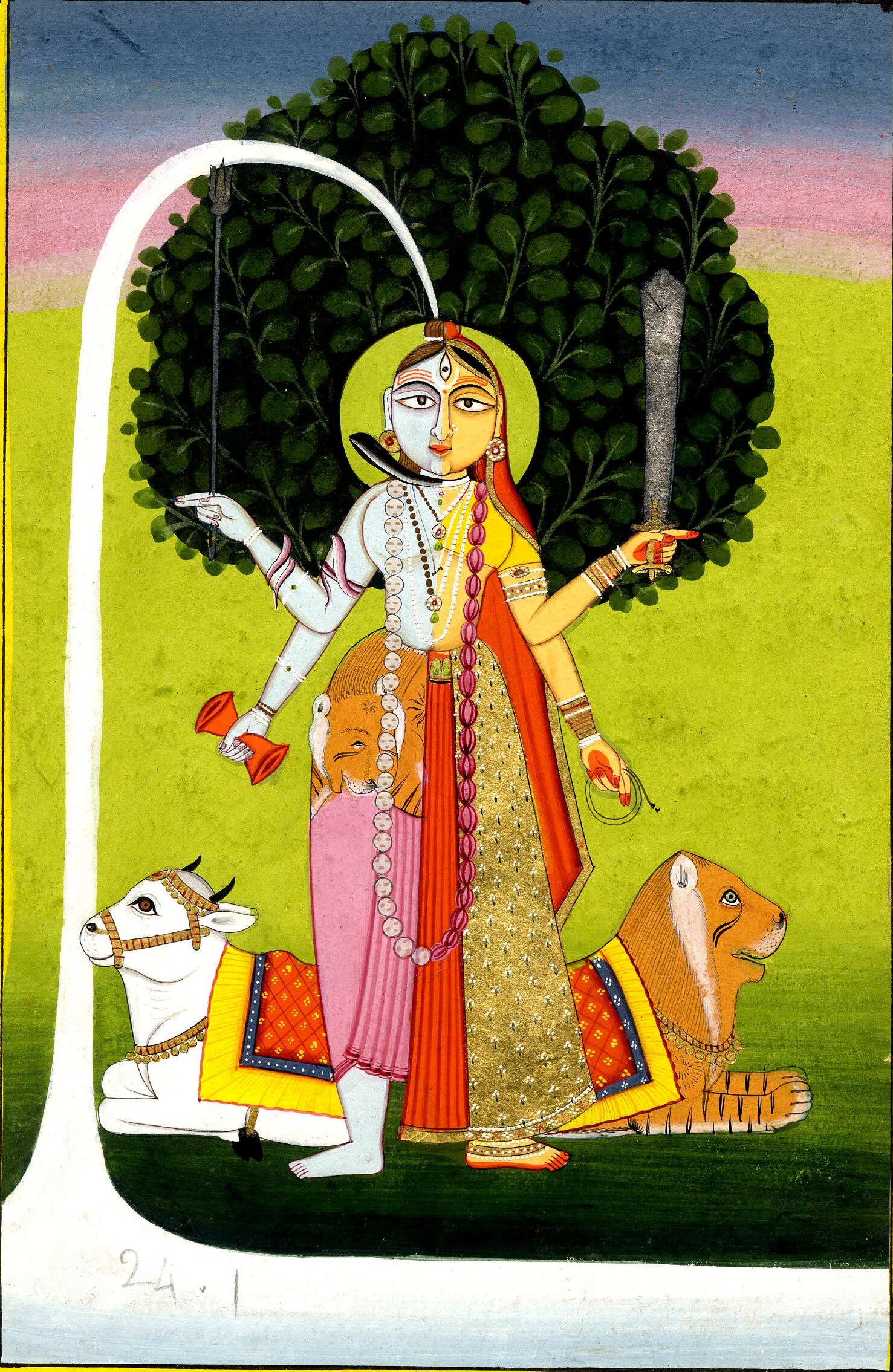
Ardhanáríšvara, kvaš na papíře, cca 1800

Ardhanáríšvara, „Pán, který je napůl ženou“, je hinduistické božstvo reprezentující jednotu mužského a ženského, jehož jednou polovinou, zpravidla pravou, je Šiva a druhou, zpravidla levou, Párvatí. Mužská polovina má zachucané vlasy, polovinu třetího oka na čele, tygří kůži na bedrech a je doplněna o hady. Ženská polovinu má vlasy upravené, polovinu tilaku na čele, černě namalované oči, poprsí, hedvábné roucho s girlandami a kotník i chodidlo nabarvené hennou. K Ardhanáríšvarově vzniku mělo dojít, když rši-mudrc Bhrngi odmítal uctít Párvatí a věnoval svou pozornost pouze Šivovi. Z tohoto důvodu se bůh a bohyně spojili v jednu bytost a zajistili tak, aby je mudrc uctíval oba.
První zmínky o tomto božstvu a jeho vyobrazení pochází z prvních staletí našeho letopočtu, většího významu však dosáhlo později. V Šivově chrámu Brihadišvára postaveném za vlády Čólů v jihoindickém Taňčávúru je Ardhanáríšvara zobrazen sedící na býku Nandim. Jeho pravá polovina představuje Šivu s dvěma pažemi, jednu ruku zvedá v gestu varadamudra, v druhé drží trišulu – trojzubec. Levá polovina, představující Párvatí, má jen jednu ruku a v té drží květinu. Existují také chrámy zasvěcené pouze tomuto božstvu, například ve městě Mandi v Himáčalpradéši.